# Rosa 'Nadia Renaissance'
'Nadia Renaissance' (el nombre del obtentor registrado de 'Nadia Renaissance'® ), es un cultivar de rosa que fue conseguido en Dinamarca en 1996 por el rosalista danés Poulsen.

## Descripción
'Nadia Renaissance' es una rosa moderna cultivar Arbusto 'Renaissance'® del grupo Híbrido de té.
El cultivar procede del cruce de parentales de planta de semillero x 'Queen Margrethe'™.
Las formas arbustivas del cultivar tienen porte erguido y alcanza más de 100 a 150 cm de alto. Las hojas son de color verde oscuro y semibrillante. Sin espinas o casi.
Sus delicadas flores de color rojo oscuro. Fragancia moderada. Rosa de diámetro medio de 3.5". La flor grande, muy plena de 41 o más pétalos. En pequeños grupos, forma de taza, floración en roseta. 
Florece en oleadas a lo largo de la temporada. Primavera o verano son las épocas de máxima floración, si se le hacen podas más tarde tiene después floraciones dispersas.

## Origen
El cultivar fue desarrollado en Dinamarca por el prolífico rosalista danés Poulsen, en 1996. 'Nadia Renaissance' es una rosa híbrida diploide con ascendentes parentales de planta de semillero x 'Queen Margrethe'™.
El obtentor fue registrado bajo el nombre cultivar de 'Nadia Renaissance'® por Poulsen en 1996 y se le dio el nombre comercial de exhibición 'Nadia Renaissance'™.
También se le reconoce por los sinónimos de 'Nadia'™, 'Poulen007' y 'The Leonard Cheshire Home ™'.
La rosa fue conseguida por hibridación por " L. Pernille Olesen"/"Mogens Nyegaard Olesen" en Dinamarca antes de 1996, e introducida en el mercado danés en 1996 por Poulsen Roser A/S como 'Nadia Renaissance'.
La rosa 'Nadia Renaissance' fue introducida en Estados Unidos con la patente "United States - Patent No: PP 15,197  on  28 Sep 2004".

## Premios y galardones
- Lyon Fragrance Award 2003.
- Hradec Králové Golden Rose 2004.

## Cultivo
Aunque las plantas están generalmente libres de enfermedades, es posible que sufran de punto negro en climas más húmedos o en situaciones donde la circulación de aire es limitada.
Las plantas toleran media sombra, a pesar de que se desarrollan mejor a pleno sol. En América del Norte son capaces de ser cultivadas en USDA Hardiness Zones 6b a 9b. La resistencia y la popularidad de la variedad han visto generalizado su uso en cultivos en todo el mundo.
Puede ser utilizado para las flores cortadas, o jardín. Vigorosa. En la poda de Primavera es conveniente retirar las cañas viejas y madera muerta o enferma y recortar cañas que se cruzan. En climas más cálidos, recortar las cañas que quedan en alrededor de un tercio. En las zonas más frías, probablemente hay que podar un poco más que eso. Requiere protección contra la congelación de las heladas invernales.